# 22322 Bodensee
22322 Bodensee è un asteroide della fascia principale. Scoperto nel 1991, presenta un'orbita caratterizzata da un semiasse maggiore pari a 2,4879299 UA e da un'eccentricità di 0,0664708, inclinata di 3,83136° rispetto all'eclittica.